# Năm môn phối hợp hiện đại tại Thế vận hội Mùa hè 2016
Bản mẫu:Năm môn phối hợp hiện đại tại Thế vận hội Mùa hè 2016
Năm môn phối hợp hiện đại tại Thế vận hội Mùa hè 2016 ở Rio de Janeiro diễn ra từ ngày 19 tới 20 tháng 8 năm 2016 tại Trung tâm thể thao dưới nước Deodoro, Sân vận động Deodoro và Youth Arena.
Ba mươi sáu vận động viên sẽ thi đấu tại mỗi nội dung nam và nữ. Ban đầu Union Internationale de Pentathlon Moderne (UIPM) dự định cả năm môn sẽ thi đấu tại cùng một địa điểm. Nhưng không đem đến kết quả tuy nhiên tất cả các địa điểm chỉ cách nhau xấp xỉ 300 mét.

## Thể thức
Năm môn phối hợp hiện đại bao gồm năm nội dung; súng ngắn, đấu kiếm kiếm ba cạnh, 200 m bơi tự do, nhảy ngựa, và 3.2 km chạy băng đồng.
Ba nội dung đầu (đấu kiếm, bơi, và nhảy ngựa) được tính theo hệ thống tính điểm. Điểm số này sẽ được quy đổi thành thời gian bất lợi cho nội dung hỗn hợp cuối (súng ngắn và chạy băng đồng), với người cao điểm nhất xuất phát đầu và các vận động viên khác xuất phát chậm hơn tùy theo số điểm mà họ xếp sau người dẫn đầu. Kết quả khi kết thúc lượt chạy được tính là kết quả cuối cùng.
Không giống như các kỳ trước, nội dung đấu kiếm bao gồm hai vòng: vòng tròn truyền thống cộng thêm một "vòng thêm". Tại vòng tròn mỗi vận động viên sẽ thi đấu với các vận động viên khác một lần. Các vận động viên được xếp hạng dựa vào chiến thắng họ giành được. Vòng thêm sẽ được diễn ra theo thể thức loại trực tiếp. Hai vận động viên có thứ hạng thấp nhất tại vòng tròn sẽ gặp nhau thêm một lần nữ; người thắng sẽ được tính thêm chiến thắng và đối mặt với người có thứ hạng cao hơn. Cứ thế cho đến khi gặp người đứng đầu, khi tất cả các vận động viên đều tham dự vòng đấu thêm.
Nội dung bơi là bơi 200 mét tự do, điểm số dựa theo thời gian.
Nhảy ngựa là nội dung cưỡi một con ngựa lạ đi qua 12 chướng ngại vật. Điểm được dựa trên điểm trừ đối với các trường hợp rơi thanh ngang đối, bị từ chối, ngã và quá thời gian giới hạn.
Nội dung chạy kết hợp bắn súng ngắn không thay đổi so với thể thức năm 2012; các vận động viên sẽ có bốn vòng bắn súng sau 800 m chạy. Mỗi lượt bắn, họ phải bắn năm mục tiêu, nạp đạn sau mỗi lần bắn, và sau đó tiếp tục chạy. Bắn trượt sẽ không bị trừ điểm, nhưng kết quả thi đấu sẽ dài hơn do phải bắn đủ năm mục tiêu. Sau 70 giây, nếu vận động viên không bắn đủ năm mục tiêu, họ phải tiếp tục chặng chạy tiếp theo.

## Tham dự

### Quốc gia tham dự
- Argentina (2)
- Úc (2)
- Belarus (1)
- Brasil (2)
- Bulgaria (1)
- Canada (2)
- Trung Quốc (4)
- Cuba (2)
- Cộng hòa Séc (3)
- Ai Cập (3)
- Pháp (3)
- Đức (4)
- Anh Quốc (4)
- Guatemala (2)
- Hungary (4)
- Ireland (2)
- Ý (4)
- Nhật Bản (3)
- Kazakhstan (2)
- Latvia (1)
- Litva (3)
- México (2)
- Ba Lan (3)
- Hàn Quốc (3)
- Nga (3)
- Thổ Nhĩ Kỳ (1)
- Ukraina (3)
- Hoa Kỳ (3)

## Huy chương
| Nội dung | Vàng                   | Bạc                          | Đồng                     |
| -------- | ---------------------- | ---------------------------- | ------------------------ |
| Nam      | Aleksander Lesun · Nga | Pavlo Tymoshchenko · Ukraina | Ismael Uscanga · México  |
| Nữ       | Chloe Esposito · Úc    | Élodie Clouvel · Pháp        | Oktawia Nowacka · Ba Lan |

### Bảng xếp hạng huy chương
| 1    | Úc      | 1 | 0 | 0 | 1 |
| 1    | Nga     | 1 | 0 | 0 | 1 |
| 3    | Pháp    | 0 | 1 | 0 | 1 |
| 3    | Ukraina | 0 | 1 | 0 | 1 |
| 5    | México  | 0 | 0 | 1 | 1 |
| 5    | Ba Lan  | 0 | 0 | 1 | 1 |
| Tổng | Tổng    | 2 | 2 | 2 | 6 |